# Wuxia-film

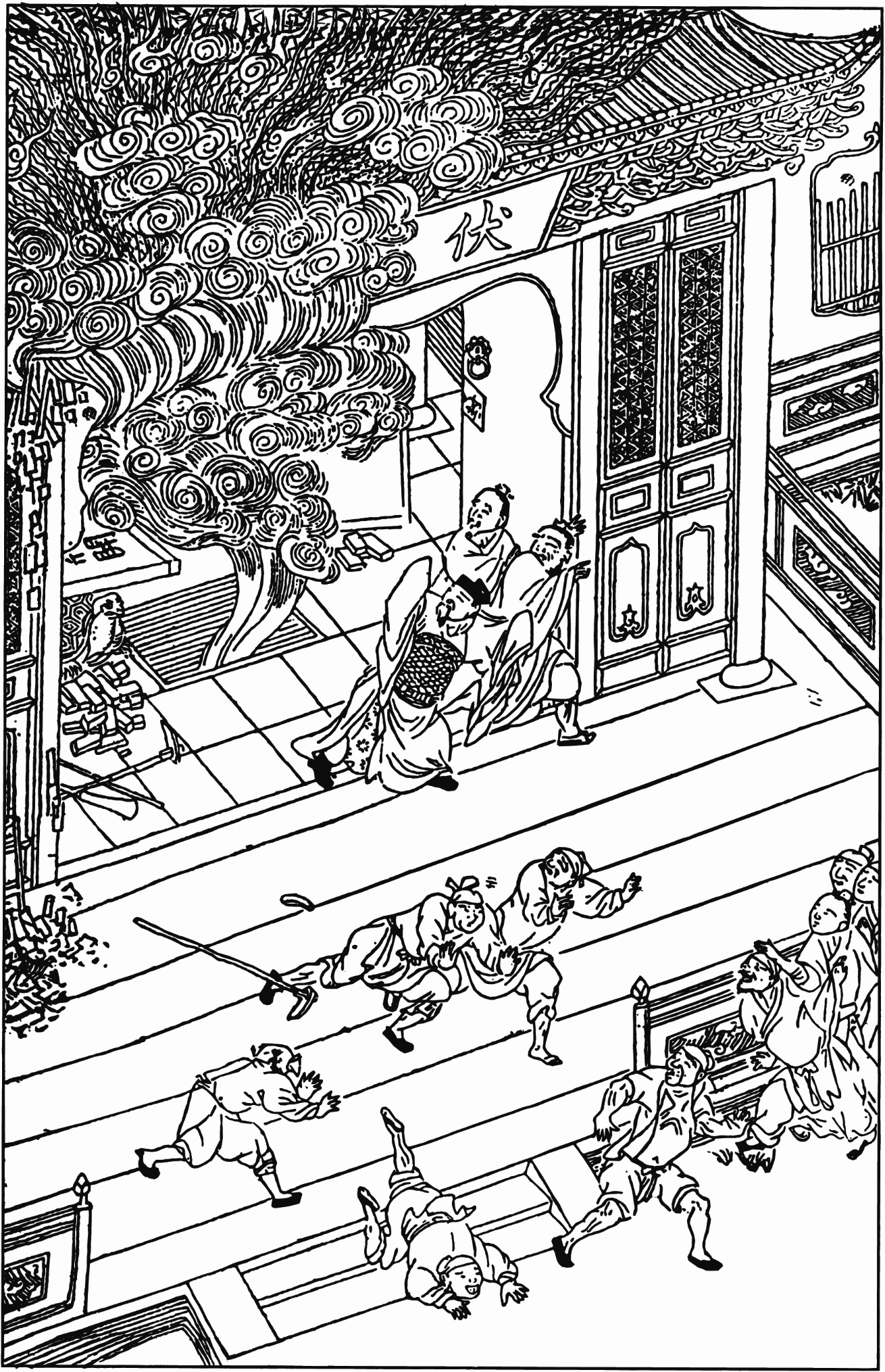
afbeelding uit Verhaal van de wateroever

In de Chinese filmgeschiedenis zijn er twee grote soorten martial-artsfilms, te weten wuxiapian en kungfu. Kungfu is inmiddels wereldwijd bekend, en is voortgekomen uit Hongkong-Kantonese verhalen gebaseerd op de legendes van beroemde martial arts kampioenen als Wong Fei-Hung. Wuxiapian bestaat sinds de negende eeuw in de vorm van populair verhalen in geschreven vorm. 

## Definitie
Wuxiapian als verhalengenre kent zijn oorsprong in de Chinese mythologie en de mystieke kant van de martial arts. De rode draad van een wuxiaverhaal is vaak iets in de richting van een held die wordt gevolgd op zijn pad naar gerechtigheid en evenwicht in een mythische wereld, waar machtige vijandelijke clans en slechteriken vechten om de absolute overheersing. Standaardelementen zijn zwaardgevechten, het op eigen kracht door de lucht vliegen van mensen, magie, wapens met speciale, vaak magische eigenschappen en ingewikkelde en uitgebreide vallen in vijandelijke forten, grotten of kastelen. In de kranten van de 19e eeuw waren langlopende wuxiaverhalen zeer populair. Het was dan ook in deze periode dat Chinese operagezelschappen deze verhalen gingen op voeren, waarbij de acteurs acrobatische toeren uithaalden.

## De begintijd
De Chinese filmindustrie begon in Shanghai in 1917 en filmmakers verdienden veel geld met populaire Wuxia-verhalen. In de eerste jaren werden stomme films gemaakt waarin schilderachtige helden met bovenmenselijke krachten mythologische wezens bevochten. De eerste speciale effecten, zoals geanimeerde wezens en energieballen, werden gerealiseerd door deze in de film te tekenen. Burning of the Red Lotus Monastery (1928) wordt gezien als de eerste grote Wuxia-productie. The Swordswoman of Huangjiang (1930) is een van de oudst bewaard gebleven voorbeelden waarin door vrouwen sterke rollen worden gespeeld.
In 1949 kreeg de communistische partij de macht in China. Filmmakers verhuisden naar Hongkong en Taiwan waar nog steeds veel Kung Fu- en Wuxia-films worden gemaakt. Sterke magische en fantasie-elementen domineren de Wuxia-films van de jaren 50 en begin jaren 60. Dit was de tijd dat filmmakers begonnen met het uitproberen en ontwikkelen van technieken om supermensen geloofwaardiger te maken. Het wirework, het gebruik van dunne kabels en harnassen om acteurs op te hijsen, is toen al bedacht en geperfectioneerd. Andere trucs waren het gebruik van trampolines, het achteruit filmen van een scène en het aanpassen van de snelheid waarmee de film werd opgenomen. 

## Hoogtepunten
Halverwege de jaren 60 ontstond er een nieuwe vorm, beïnvloed door de Japanse samurai-actie uit Jidai Geki (dramaseries). De Japanse filmproductie was geavanceerder en populaire films zoals The Tale of Zatoichi (1962) lieten een steeds realistischer en bloediger zwaardspel zien. In Hongkong reageerden filmmakers door het zwaardspel in Wuxia dichter bij de realiteit te brengen; de acteurs die wuxia-helden speelden hadden hun kennis en vaardigheid ontwikkeld door jaren van ervaring en training. De vakkundigheid vertoonde echter weinig of geen magische elementen. Het grote verschil tussen Japanse en Hongkongse martial arts-films veroorzaakte een immense populariteit van de vrouwelijke spelers in Hongkong, die vaak hoofdrollen kregen toebedeeld. Cheng Pei-pei, die een ster werd door haar verschijning in Come Drink With Me (1966) en na 44 jaar een comeback maakte met Crouching Tiger, Hidden Dragon (2000), wordt beschouwd als een van de grote martial arts-actrices van die tijd.
Temple of the Red Lotus (1965) en The Jade Bow (1966) zijn kenmerkende overgangsfilms van deze periode, die goed het veranderende gezicht van Wuxia laten zien door zowel oude als moderne elementen van Wuxia te combineren. Het was King Hu's Come Drink With Me met zijn oogstrelende choreografie en vormgeving die de trend zette voor de nieuwe generatie Wuxia-films.
De Shaw Brothers kregen door hun hoge budgetten, uitgebreide filmsets, door grote Japanse meesters geïnspireerde filmografie en steeds uitgebreidere martial arts-actie een vooraanstaande plaats in het Wuxia-genre. Dit alles onder leiding van de topmensen van de studio: Chang Cheh and Chor Yuen. Chang bracht overmatig bloedvergieten en de mannelijke held naar de voorgrond met klassiekers als One-Armed Swordsman (1967) en Have Swordsman, Will Travel (1969). Met de komst van het Kung Fu-filmgenre en de opkomst van superster Bruce Lee begin jaren 70 paste Chang zijn eigen wuxia-stijl aan. Chor Yuen daarentegen bleef trouw aan de Wuxia-traditie en werd een synoniem voor de cineastische aanpassingen van populaire Wuxia-verhalen aan deze nieuwe tijd, verhalen geschreven door mensen als Gu Long. Deze verhalen waren vaak complex en bevatte een grote groep acteurs met ongebruikelijke karakters en wapens. Na het uitkomen van een uitzonderlijke mengeling van films vond Chor zijn persoonlijke Wuxia-stijl met de film The Magic Blade (1976). Zijn daaropvolgende Wuxia-films onderscheidden zich steeds meer van de Japanse invloed en kreeg een steeds duidelijker Shaw Brothers-huisstijl met uitgebreide, maar wel artistieke sets en hoofdrollen van Wuxia-sterren als Ti Lung, Yueh Hua en Derek Yee. Chor Yuens Wuxia-films zouden dominerend zijn voor het genre tot halverwege de jaren 80, toen Shaw Brothers stopte met het maken van films.

## Wederopstanding
De volgende grote mijlpaal in het Wuxia-genre was begin jaren 80, toen een nieuwe generatie filmmakers, geschoold in zowel Japanse als Hollywood-cinema, de nieuwe vaandeldragers werden voor de Hongkongse New Wave. Tsui Hark werd gezien als de duidelijke aanvoerder, door zijn regie van The Butterfly Murders (1979), een wuxia-thriller en Zu Warriors of the Magic Mountain (1983), een pure wuxia-fantasy-film. De enige andere filmmaker die een vergelijkbare impact zou hebben op de nieuwe opleving van het Wuxia-genre was Tony Ching Siu-Tung. Hij regisseerde Duel to the Death (1983), een film die duidelijk was beïnvloed door de Japanse cinema. Het bevatte dynamisch wirework, dat de standaard zou worden in zowel wuxia- als kungfufilms tot in de jaren 90. Chang Cheh's protegé John Woo is het best bekend om zijn bullet ballet films met Chow Yun-Fat,  maar hij maakte met Last Hurrah for Chivalry (1978) ook een bijzonder indrukwekkende film in het wuxiagenre. Er waren nog een aantal gewaardeerde wuxiafilmmakers in deze periode, zoals Tony Liu Jun-guk, Johnny To en Patrick Tam. De laatste regisseerde The Sword, een realistische wuxiafilm.
Tsui Harks A Chinese Ghost Story (1987) wordt over het algemeen gezien als het begin van Hongkongs terugkeer naar wire-enhanced martial arts. (na de moderne actie en comedy films van begin jaren 80.) Wirework was helemaal in en actieregisseurs als Yuen Woo-Ping, Ching Siu-tung, Corey Yuen Kwai en Stephen Tung Wai werden gezien als de nieuwe elite in de filmwereld van martial arts. Hedendaagse wuxiafilms zoeken de grenzen van speciale effecten en wire-enhanced actie-choreografie terwijl ze tevens met horror- en fantasy-elementen experimenteren zoals The Bride with White Hair (1993) and Butterfly Sword (1993).
Na het grote succes van Swordsman (1990) werden wuxia-elementen gecombineerd met kungfu: een nieuwe stijl, genaamd wire fu, was geboren. Grote voorbeelden van deze stroming zijn Once Upon a Time in China (1991) en Iron Monkey (1993). Tijdens dit alles bleef Tsui Hark de drijvende kracht achter de ontwikkeling van het wuxiagenre. Hij produceerde Swordsman II (1991) en een aantal wuxiaremakes, zoals New Dragon Gate Inn (1992), Burning Paradise (1994) en The Blade (1995). Deze laatste film was een remake van Chang Cheh's One Armed Swordsman. Een paar andere filmmakers onderscheidden zich in dit nieuwe Wuxia tijdperk. Onder andere Wong Kar-Wai, die met Sammo Hung als choreograaf Ashes of Time (1994) regisseerde. Sammo Hung was ook choreograaf voor een aantal andere wuxiafilms en regisseerde zelfs zijn eigen film, Blade of Fury (1993).

## Bekende wuxia-films
- Lady Swordfighter of Jiang-Nan (1925) met onder andere Chin Tsi-ang
- The Burning of the Red Lotus Temple (《火燒紅蓮寺》1928) — vroege wuxia-film
- Red Heroine (1929); met onder andere Fan Xuepeng
- Ru Lai Shen Zhang (《如來神掌》1964) — met onder andere Cho Tat Wah en Yu So Chow
- Dragon Gate Inn (《龙门客栈》1966) — King Hu-wuxia-film
- The Magic Blade (《天涯明月刀》1976) — Shaw Brothers-wuxia-film
- Zu Warriors of the Magic Mountain (《新蜀山劍俠》1983) — een Tsui Hark-film
- The Legend of Condor Heroes (《射雕英雄传》1983) —  met onder andere Barbara Yung
- A Chinese Ghost Story  (《倩女幽魂》1987) — een Tsui Hark-film in drie delen
- Swordsman II (《笑傲江湖之東方不敗》1992) — hoogtepunt van de wuxia-films van de jaren 90
- The Bride with White Hair (《白髮魔女傳》1993) — een Ronny Yu-film in twee delen
- Ashes of Time (《东邪西毒》1994) — een Wong Kar-wai-film
- Crouching Tiger, Hidden Dragon (《卧虎藏龙》2000) — een Ang Lee-film; Hollywood wuxia-film
- The Legend of Zu (《蜀山传》2001) — een Tsui Hark-film
- Hero (《英雄》2002) — een Zhang Yimou-film; film ten tijde van Qin Shi Huang met onder andere Jet Li
- House of Flying Daggers (《十面埋伏》2004) — een Zhang Yimou film;  met onder andere Takeshi Kaneshiro and Ziyi Zhang
- Kung Fu Hustle (《功夫》2004) — een Stephen Chow-film; een parodie op wuxia-films
- The Promise (《无极》2005) — een Chen Kaige-film
- Seven Swords (《七剑》2005) — een Tsui Hark film
- Curse of the Golden Flower (《满城尽带黄金甲》2006) — een Zhang Yimou-film; met onder andere Gong Li en Chow Yun-Fat
- The Banquet (《夜宴》2006) — een Feng Xiaogang-film; met onder andere Zhang Ziyi en Daniel Wu